# Trémery
Trémery – miejscowość i gmina we Francji, w regionie Grand Est, w departamencie Mozela.
Według danych na rok 1990 gminę zamieszkiwało 816 osób, a gęstość zaludnienia wynosiła 108 osób/km² (wśród 2335 gmin Lotaryngii Trémery plasuje się na 427. miejscu pod względem liczby ludności, natomiast pod względem powierzchni na miejscu 785.).